# Jinari
Jinari és un riu de Meghalaya i Assam, Índia. Neix a les muntanyes Garo i corre cap al districte de Goalpara, a l'estat d'Assam, que creua, fins a arribar al Brahmaputra al que desaigua a pocs quilòmetres abans de la ciutat de Goalpara.
És navegable per bots de fins a 2 tones.